# Jan Kosik
Jan Kosik (ur. 14 czerwca 1919 w Świeligowie, zm. 28 czerwca 2008 tamże) – polski prawnik, specjalizujący się w prawie cywilnym, dziekan Wydziału Prawa i Administracji Uniwersytetu Wrocławskiego (1964–1972).

## Życiorys
W 1938 ukończył egzaminem maturalnym Państwowe Gimnazjum Męskie w Ostrowie Wielkopolskim, następnie wstąpił do Szkoły Podchorążych Marynarki Wojennej. W chwili wybuchu II wojny światowej uczestniczył w rejsie szkoleniowym na ORP Wilia. 1 lipca 1941 promowany do stopnia podporucznika marynarki, od września do października 1941 służył w Kierownictwie Uzupełnień Floty, od 14 października 1941 do sierpnia 1943 na ORP Błyskawica. Od sierpnia 1943 do 1944 był oficerem kursowym w Szkole Podchorążych, od września 1943 Szkole Podchorążych Rezerwy Marynarki Wojennej, w maju 1944 awansowany do stopnia porucznika marynarki. Od października 1944 do grudnia 1945 służył na ORP Conrad, od grudnia 1945 do 1947 w Obozie Marynarki Wojennej ORP Bałtyk. W 1947 powrócił do Polski.
W 1951 ukończył studia prawnicze na Uniwersytecie Wrocławskim, od 1952 pracował na macierzystej uczelni, kolejno jako asystent w Katedrze Prawa Rzymskiego (od 1 marca 1952 do 1 września 1953), starszy asystent (1953–1956) i adiunkt w Katedrze Prawa Cywilnego (od 1956). W 1957 został kandydatem nauk na podstawie pracy Zdolność prawna państwowej osoby prawnej napisanej pod kierunkiem Adama Chełmońskiego. W latach 1957–1958 studiował na Harvard Law School, otrzymując tytuł Master of Law. W 1961 otrzymał stopień doktora habilitowanego na podstawie pracy Zasady odpowiedzialności państwa za szkody wyrządzone przez funkcjonariuszów i został mianowany docentem. W latach 1962–1964 był prodziekanem, w latach 1964–1972 dziekanem Wydziału Prawa i Administracji UWr., w latach 1961–1969 kierował Zakładem Prawa Prywatnego Międzynarodowego, w latach 1969–1989 Zakładem Prawa Cywilnego i Prawa Prywatnego Międzynarodowego. W 1971 został profesorem nadzwyczajnym, w 1978 profesorem zwyczajnym. W 1989 przeszedł na emeryturę.
Pod jego kierunkiem prace doktorskie napisali m.in. Józef Frąckowiak i Edward Gniewek.
Był członkiem Wrocławskiego Towarzystwa Naukowego (od 1961), w latach 1980–1983 I wiceprezesem WTW, Komitetu Nauk Prawnych PAN (1972–1988), Rady Legislacyjnej przy Prezesie Rady Ministrów (1973–1987).
Był odznaczony Medalem Morskm, Krzyżem Walecznych, Medalem Komisji Edukacji Narodowej, Krzyżem Kawalerskim i Krzyżem Komandorskim Orderu Odrodzenia Polski (1996). W 1994 otrzymał Złoty Medal Uniwersytetu Wrocławskiego.
Jest pochowany na cmentarzu w Pogrzybowie.